# Daniel Walter
Daniel Walter, né le 27 mars 1991 à Düren, est un homme politique allemand. 

## Biographie
Daniel Walter naît le 27 mars 1991 à Düren. Membre du SPD, il est élu au Bundestag en 2025.